# Första Petrusbrevet
Första Petrusbrevet (grekiska: Πέτρου επιστολή α’ eller bara Πέτρου α’) är en skrift som ingår i Nya testamentets brevlitteratur. Brevet tillhör, tillsammans med Jakobsbrevet, Andra Petrusbrevet, de tre Johannesbreven och Judasbrevet, de sju så kallade katolska breven genom att ha en allmän (katolsk) adressat och alltså inte vara riktat till en bestämd person eller församling. Brevet är skrivet i Jesu lärjunge Petrus namn till ”de utvalda som lever skingrade, som främlingar, i” ett antal regioner i Mindre Asien (1 Pet 1:1), från ”Babylon” – ett troligt kodord för Rom.
Författaren av Första Petrusbrevet vittnar om den kristna identiteten och betydelsen, påtalar hur man som kristen bör uppträda såväl mot andra kristna som mot icke-kristna för att verka som ett föredömligt vittne och hur man i en värld bestående mestadels av icke-kristna bör bemöta omgivningens fientlighet. Det är ett brev som uppmanar kristna att hålla fast vid hoppet om pånyttfödelse. Dopet sägs vara ett avgörande steg i de kristnas förvandling och befrielse från lidande, och genom att leva ett rättskaffens och fördragsamt liv under den återstående knappa tiden ska även andra inspireras till att omfamna den kristna förkunnelsen. Första Petrusbrevet är ett brev om frälsning och omvändelse och vilka följder det kan ha för kristna. Det är ett brev som anses skänka tröst i en värld av lidande och förföljelser, men som även uppmanar till ståndaktighet. Det kom därför också att bli en text som kristna har tytt sig till i tider av förföljelser.
Forskarna är delade i frågan om huruvida brevet är skrivet av Petrus eller inte. Med ledning av främst den kristna traditionen och att brevet inte ifrågasattes av den tidiga kyrkan, försvaras ofta brevets traditionella koppling till Petrus och att han ska ha skrivit brevet under tidigt 60-tal. Det är dock en utbredd uppfattning bland dagens forskare att det inte har skrivits av Simon Petrus och, borträknat de grupper som rent generellt menar att det inte förekommer förfalskningar i Nya testamentet, är den allmänna uppfattningen bland kritiska forskare att det är en pseudepigrafi. De främsta anledningarna till att man anser detta är att det är besvärligt att få teologin, språket och det allmänna historiska sammanhanget att passa in i den tid när Petrus ska ha verkat (före cirka år 65), däremot förhållandevis enkelt att få dem att passa i den senare kristna historien. Det anses osannolikt att den olärde arameisktalande Petrus skulle ha kunnat producera brevets sofistikerade grekiska. Det faktum att författaren brukar Septuaginta, likheten med Paulus teologi och att författaren inte ger sken av att ha känt Jesus personligen, talar emot att Petrus är författaren. Följaktligen menar många historiker att brevet inte är skrivet av Petrus utan av någon annan efter hans tid, någon gång under senare delen av nollhundratalet, ungefär 70–100.

## Innehåll och budskap

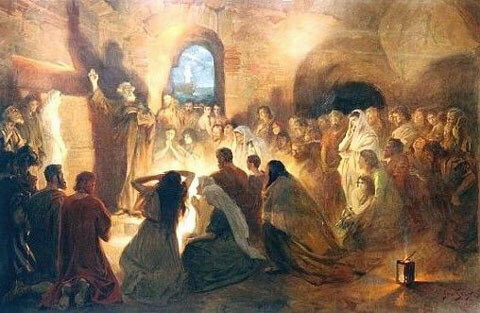
Petrus predikar evangeliet i katakomberna. Målning av Jan Styka (1858–1925).

### Uppbyggnad och ämnen
Första Petrusbrevet är skrivet i en spontan stil och är inte speciellt systematiskt organiserat. Av denna anledning tenderar beskrivningarna av brevets struktur att skilja sig åt mellan moderna uttolkare. Men även om tankar och idéer har en benägenhet att återkomma här och där, kan tre huvudmotiv i tre avdelningar skönjas.
1. (1 Pet 1:1–2:10) Allmänna uppmaningar i form av det kristna kallets beskaffenhet och kristnas förmåner.[3] Brevet inleds med att författaren säger sig vara Petrus och han använder samma sorts judiska brevhälsning som den Paulus använde i sina brev.[25] Läsarna uppmanas att hålla fast vid det levande hoppet i form av pånyttfödelse.[26] De sägs ha friköpts med Jesu Kristi blod för att bli som ett heligt prästerskap.[5] Profeternas förutsägelser har blivit verklighet och läsarna manas att leva sina liv i hörsam helighet, ömsesidig kärlek och andlig tillväxt. Som Guds utvalda släkte kan de nu bli levande stenar i ett andligt husbygge, ett tempel bebott av Gud.[26]
2. (1 Pet 2:11–4:6) Mer specifika uppmaningar i form av undervisning i de principer och skyldigheter som följer av det kristna livet.[3] Detta handlar om att vara lojal mot överheten, att slavar ska underordna sig sina herrar och att kvinnor ska underordna sig sina män. Läsarna manas att förbereda sig inför lidanden men ändå inte vara rädda eftersom lidande för rättfärdighetens skull leder till salighet och liv. Genom dopet och till följd av att Kristus dog för deras synder och nedsteg i dödsriket för att nu ha uppstått, ska de räddas.[5] De anmodas att ta avstånd från hedniska utsvävningar och avgudadyrkan.[27]
3. (1 Pet 4:7–5:14) Speciella uppmaningar inför lidandet och slutet och tröstande ord inför de faror och svårigheter som följer av den rådande situationen.[3] Läsarna uppmanas att älska, tjäna och vara gästfria mot varandra, att sträva efter att leva ett föredömligt liv som förvaltare av Guds nåd och gåvor, och vara beredda att göra upp räkenskapen i den slutliga domen, som är nära förestående.[26] Församlingarnas äldste manas att agera som herdar och leda Guds hjord, de yngre att lyda de äldre, och alla att vara vaksamma, motstå djävulen och vara uthålliga.[5] De ska förtrösta på Gud och vara ståndaktiga.[28] Brevet avslutas med en hälsning och en välsignelse.[26]

### Budskap och tolkning

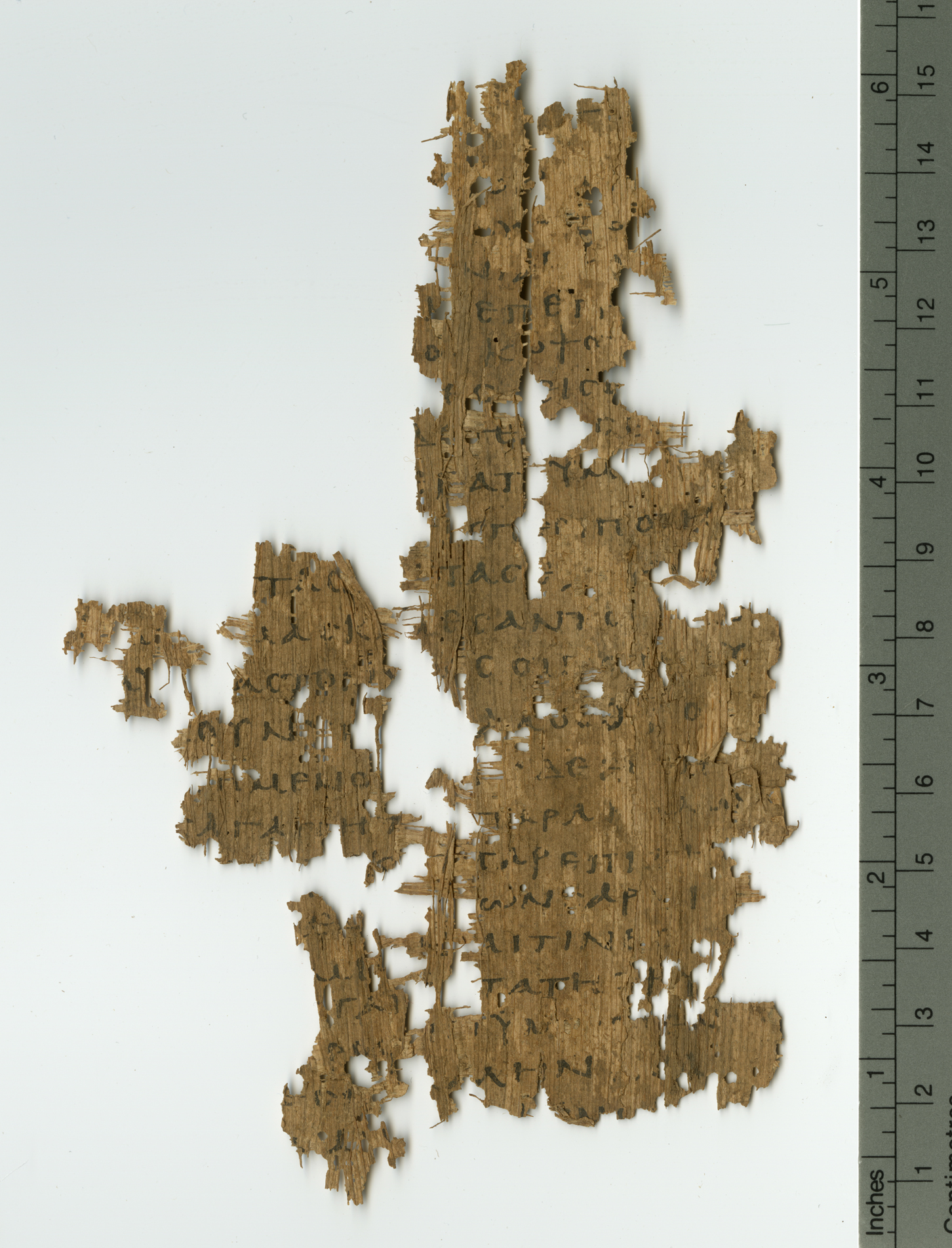
Papyrus^{125} (^{125}), POxy LXXIII 4934, från cirka år 300, innehållande delar av Första Petrusbrevet 1:23–2:5, 7–12.

Första Petrusbrevet framstår som ett instruktionstal hållet av en kristen lärare verksam inom den Romerska kyrkan. Det är ett brev som behandlar situationen för kristna i Mindre Asien, vilka får utstå lidanden. Som framgår av Första Klemensbrevet, sannolikt skrivet i mitten av 90-talet, åtog sig den Romerska kyrkan ansvaret för själavården av dem, som i Första Petrusbrevet sägs leva ”skingrade som främlingar” (1 Pet 1:1), de plågade kristna församlingar som fanns utspridda i ett antal romerska provinser. Om brevet – som många forskare antar – är pseudopetrinskt och tillkommet under senare delen av nollhundratalet, kan det betraktas i ljuset av att den Romerska kyrkan en generation efter Paulus och Petrus tid utsåg sig till förvaltare av deras arv och sökte harmoniera de ofta stora teologiska meningsskiljaktigheter som de enligt Paulus hade under sin livstid. I Första Petrusbrevet används den paulinska brevstrukturen till att återge Petrus budskap.
Första Petrusbrevet är ett brev som erbjuder tröst och förmaning i en värld av förföljelser, hat och lidande. Författaren vänder sig till kristna som hånas och trakasseras och betraktas som främlingar av den omgivning de tidigare har varit del av (1 Pet 4:1–5). I brevet beskrivs deras nya situation ändå som något positivt och författaren förklarar upprepade gånger att deras nya identitet med trakasserier och lidanden i själva verket är en Guds gåva av nåd (grekiska: χάρις, charis). Författaren vill klargöra att denna värld inte är de kristnas värld, eftersom de aldrig kommer att finna trygghet i den. Kristna har fötts ”på nytt till ett levande hopp genom Jesu Kristi uppståndelse från de döda” (1 Pet 1:3), och Jesu uppståndelse förlöste de troende från den mänskliga tillvaron bestämd av världens intighet; en värld som håller på att gå under. Författaren erinrar dem om att Kristus oförskylda lidande för andra, kan ses som den högsta manifestationen av Guds nåd, och han uppmanar läsarna att följa i Kristi fotspår (1 Pet 2:21–25). Jesus friköpte dem genom sitt lidande (1 Pet 1:18–19), helade dem genom sina sår (1 Pet 2:24) och räddade dem (1 Pet 4:18). De har försatts i en ny livssituation, vilket medfört att deras liv nu bestäms av glädjen och hoppet i väntan på Jesu ankomst (grekiska: παρουσία, parousia).
Den avgörande vändpunkten i kristnas liv är dopet (1 Pet 1:3, 18, 23: 3:21), och detta ger dem ett nytt liv med en ny identitet. Det kristna livet är det som sker efter dopet. Dopet befriar inte kristna från världens lidande, men förbereder dem för att övervinna lidandet. Genom att uppträda hederligt och vara lojal och tålmodig, ska man omvända den misstänksamma omgivningen under den korta tid som återstår före den yttersta domen (1 Pet 3:20; 4:5–6).
I sig utgör brevet en övertygande påminnelse om att både Petrus och Paulus hade tjänat Gud genom att utan egen förskyllan få lida. Författaren gör flitigt bruk av de omfattande bibliska metaforerna om främlingar, i Gamla testamentet använt om patriarkerna och Guds utvalda folk Israel. Tilliten till Gud betyder inte att man drar sig undan världen. Liksom patriarkerna och Israel, ska också Guds folk fortsätta att företräda Guds nåd i denna värld och anpassa sig till dess ordning utan att kompromissa med sin tro. Första Petrusbrevet har sålunda ofta ägnats speciell uppmärksamhet av kristna som förföljts och avfärdats av de styrande och samhället.

### Mottagande och påverkan
Klemens av Alexandria var den förste att omkring år 200 i Utkast skriva en kort kommentar till Första Petrusbrevet. Den förste att skriva en uttömmande kommentar till brevet var den alexandrinske teologen Didymos den blinde i slutet av 300-talet. Det betraktades dock uppenbarligen inte som en speciellt intressant text att göra bibeltolkningar på, eftersom sådana sällan gjordes av Första Petrusbrevet. Med sina förmaningar och sin uppmuntran lämpade sig brevet emellertid för prästerliga ändamål, som i predikningar och brev. I liturgierna lästes brevet mestadels i samband med påskhögtiden och vid undervisning av katekumenerna (de som genom undervisning förbereder sig för dopet) och neofyterna (de till kristendomen genom dopet nyomvända). Det kom att betraktas som ett brev om frälsning och omvändelse och omvändelsens följder för kristna.
Kristus sägs efter sin död ha nedstigit och predikat ”för andarna i deras fängelse” (1 Pet 3:19). Denna vers kopplades tidigt samman med föreställningen om Kristi nedstigande till de dödas rike i underjorden. Den förste som anförde versen som bevis på detta var Klemens av Alexandria cirka år 200,  och han följdes av många andra i den östliga kyrkan, däribland Origenes, Athanasios, och Kyrillos. Med början hos Klemens kom många att tolka detta som att Jesus nedstigit till Hades och där befriat de avlidna rättfärdiga själarna från Gamla testamentet och kanske också de rättfärdiga bland hedningarna. Medan de flesta menade att man måste ha varit rättfärdig i sitt jordeliv, drog Origenes slutsatsen att det gick att konvertera till den kristna läran också i dödsriket, och kopplade samman denna tanke med sin lära om apokatastasis, alltings återställelse. Nedstigandetolkningen av 1 Pet 3:19 lever kvar inom östkyrkan än i dag, medan den redan mot slutet av 300-talet fördömdes som kättersk inom den västliga kyrkan. Kyrkofader Augustinus var övertygad om att Jesus nedstigit till helvetet men menade att detta inte gick att uttyda ur 1 Pet 3:19. I stället drog han slutsatsen av de efterföljande verserna och även annat att dopet utgör en nödvändig förutsättning för frälsningen och att den som dör utan att ha döpts eller anslutit sig till kyrkan inte har någon möjlighet att komma till himmelriket. Denna vittgående slutsats skulle komma att utöva en enorm inverkan på den västliga kristendomens historia.

## Allmänna iakttagelser

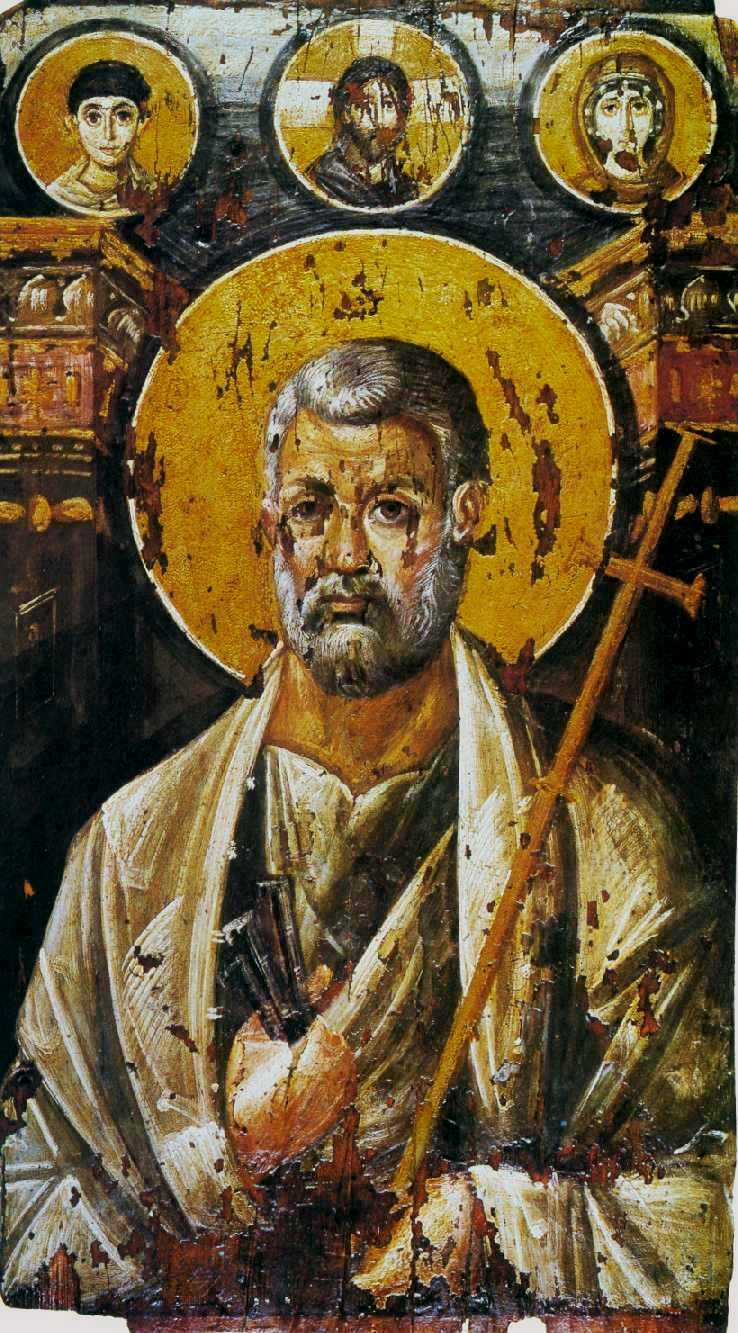
Vaxmålning från femhundratalet föreställande Petrus i Sankta Katarinaklostret vid Sinaiberget.

### Mottagare
Författaren säger i första meningen att han är Petrus, och i motsats till synen på Andra Petrusbrevet antog den tidiga kyrkan utan större invändningar att så också var fallet. Brevet finns med i alla handskrifter av Nya testamentet sedan åtminstone 300-talet och anses inom alla kyrkor i dag vara kanoniskt. Det accepterades som äkta av kyrkofader Eusebios av Caesarea i början av 300-talet, och sedan fortlöpande hela tiden fram till 1800-talet. Många moderna forskare betraktar det dock antingen som ett senare verk tillkommet bland Petrus efterföljare eller som ett rent pseudepigrafiskt verk.
Namnet Första Petrusbrevet är inte ett namn som författaren själv har gett brevet, utan ett namn som lades till texten i samband med kanoniseringsprocessen för att skilja det från Andra Petrusbrevet. Brevet är ställt till församlingar i Mindre Asien, men det finns inget som direkt tyder på att författaren har vissa specifika kyrkor och deras problem i åtanke. Det kan därför betraktas som katolskt, allmänt, skrivet med en större läsekrets i åtanke, samtidigt som det inte stämmer helt in på definitionen av ett katolskt brev, då det är ställt till ett visserligen stort men ändå avgränsat geografiskt område. Mottagarna i Mindre Asien är hednakristna. Brevet kom ursprungligen att placeras först i Nya testamentet av de katolska breven, men sannolikt under inflytande av den ordning i vilken Paulus räknade upp de tre pelarna, Jakob, Petrus (Kefas) och Johannes, kom det att inta andraplatsen efter Jakobsbrevet.

### Tillkomstplats
I allmänhet anses brevet ha skrivits i Rom. Den åsikten baserar sig främst på uppgiften att författaren säger sig skriva från Babylon. Det är sannolikt ett dolt sätt att säga att brevet skrevs från Rom, och många menar att detta tyder på en tillkomst efter år 70, eftersom romarna då ödelade det judiska templet liksom babylonierna gjort långt tidigare. Men om författaren är fiktiv kan platsen för brevets komposition också vara fiktiv, eftersom någon som utger sig för att vara Petrus kan ha valt Rom, som var en plats Petrus sattes i förbindelse med. Att mottagarna befinner sig i Mindre Asien och att författaren förefaller bekant med förhållandena där, samt att brevet är i Paulus anda, tyder på att brevet i stället kan ha skrivits i Mindre Asien.

### Typ av skrift
Genom att Första Petrusbrevet är så allmänt hållet och inte är ställt till någon speciell mottagare, liknar det inte ett vanligt brev. Samtidigt påminner det om de paulinska breven, både genom sina förmaningar och till sitt innehåll. Dopet intar en central roll i brevets budskap (1 Pet 1:3; 2:2; 3:21). I en tid av förföljelser vill brevet både trösta och förmana kristna, vilkas lidanden jämförs med Kristi lidande (1 Pet 4:13), samtidigt som de uppmanas att vara ståndaktiga.

### Författare
Frågan om när brevet skrevs är starkt knutet till frågan om vem författaren var. Det finns två läger bland forskarna vad gäller brevets tillkomst, de som menar att den kristna traditionen har rätt och att brevet därför skrevs av Petrus, och de som menar att brevet skrivits av någon annan efter Petrus tid (mitten av 60-talet). Första Petrusbrevet skiljer sig avsevärt i sin stil och till sitt innehåll från Andra Petrusbrevet. Grekiskan i första Petrusbrevet är klar och direkt och stilen rankas som en av Nya testamentets bästa, den i andra invecklad och medvetet dunkelt framställd. Breven kan av denna anledning inte vara skrivna av samma person. Emedan Andra Petrusbrevet nästan genomgående anses vara en pseudepigrafi tillkommen på 100-talet, är försvaret för att Petrus har skrivit Första Petrusbrevet starkare. 
Det finns många som anser att Petrus har skrivit brevet, men nyare forskning tenderar att i högre grad ifrågasätta författarskapet. Ett antal evangeliska kritiska forskare betraktar brevet som autentiskt, medan merparten kritiska forskare anser det vara en pseudepigrafi. De som menar att brevet stammar från Petrus, antar ofta att en viss Silvanus (som troligen är densamme som Silas) utformade brevet självständigt på Petrus uppdrag. Om Petrus ligger bakom brevets tillkomst bör det ha skrivits i början av 60-talet, om Silvanus utformat brevet på eget bevåg, men i Petrus anda, kan det ha tillkommit på 70- eller 80-talet, och om Silvanus inget har med brevet att göra och det är en pseudepigrafi, och därmed kanske en förfalskning, kan det ha skrivits i början av 90-talet.

## Historicitet

### Bevittnande

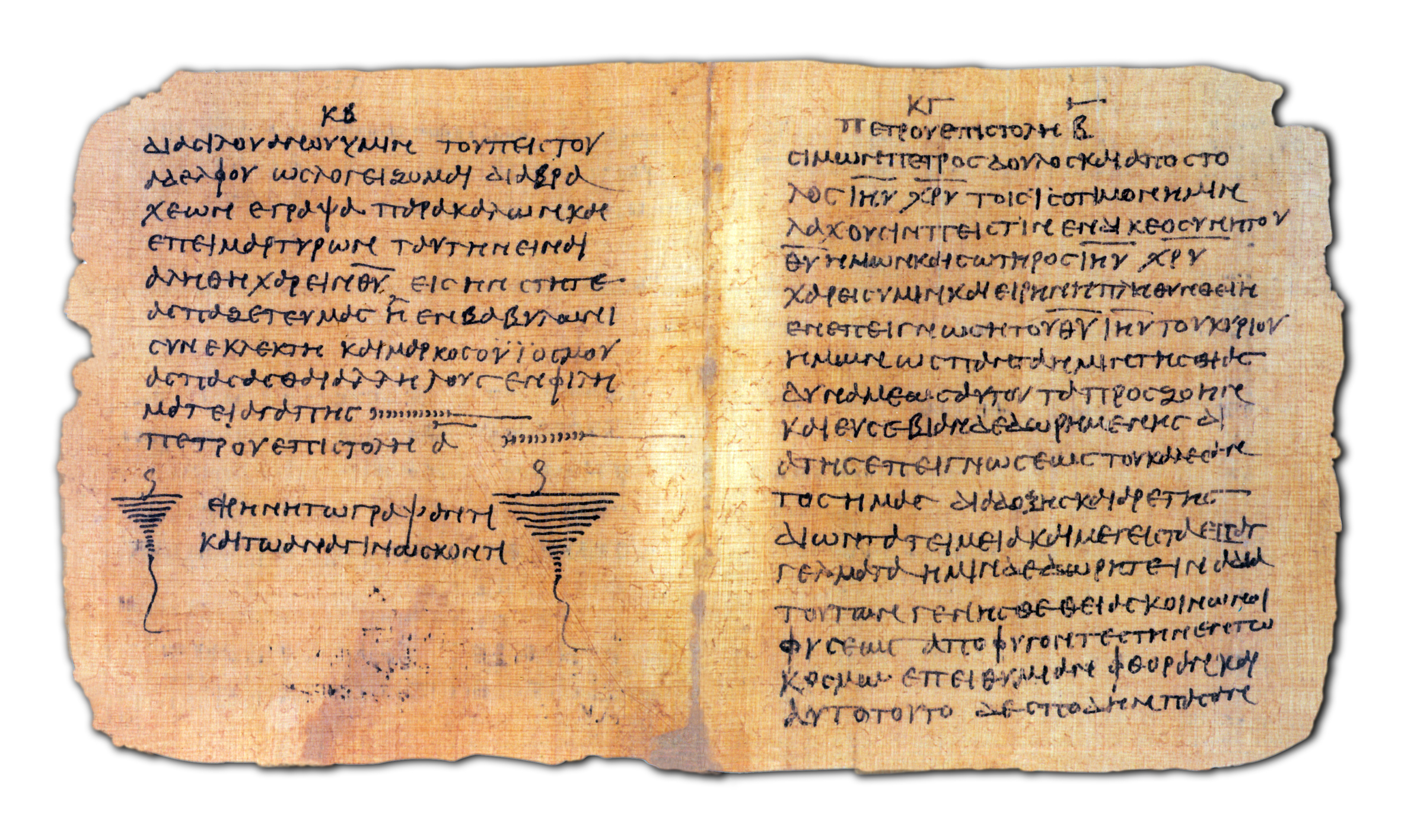
Papyrus Bodmer VIII, P^{72}, från cirka år 300. Denna papyrusskrift innehåller det äldsta textvittnet till Första Petrusbrevet. På bilden ovan visas slutet av Första och början av Andra Petrusbrevet.

Kyrkofäderna betvivlade inte att brevet hade skrivits av Petrus, och det faktum att han ansågs ha skrivit det var orsaken till att det från 100-talet och framåt betraktades som en text med särskild inspiration och auktoritet. Eusebios av Caesarea skriver strax efter år 300 att fem av de katolska breven fortfarande var ifrågasatta men ”i allmänt bruk i ganska många församlingar”, och att Första Petrusbrevet tillsammans med Första Johannesbrevet tillhörde de enda katolska skrifter som allmänt betraktades som äkta.
Den äldsta bevarade lämningen av Första Petrusbrevet är P72 från cirka år 300 och vari också de tidigaste bevarade texterna av Andra Petrusbrevet och Judasbrevet återfinns. Andra tidiga textvittnen till Första Petrusbrevet är P125 från cirka år 300, P81 och pergamentfragmentet Uncial 0206, båda daterade till 300-talet.
Första Petrusbrevet bevittnas sannolikt i Andra Petrusbrevet, skrivet kanske 125–150, genom att dess författare skriver att det är hans andra brev. Enligt Eusebios av Caesarea ska Första Petrusbrevet ha använts också av Papias (ca 130-talet) och även om där finns ett antal liknande uttryck i Barnabasbrevet är det först med Polykarpos, ungefär samtidigt som Papias, som det citeras och säkert används. De ”gamla kyrkolärarna [presbytererna]” ska ha brukat det ”som oemotsagt i sina skrifter.” Den förste som inte bara citerade brevet utan också uppgav att det hade skrivits av Petrus var Irenaeus av Lyon på 180-talet, och därefter är det många kyrkofäder som nämner brevet. Omkring år 200 använde Klemens av Alexandria brevet. Ungefär samtidigt visar också Tertullianus kännedom om det, och i mitten av 200-talet använder Origenes det. Däremot saknas brevet i Muratoriekanon.

### Argument för att Petrus har skrivit brevet
Många anser alltjämt att Petrus har skrivit brevet. De menar att brevet med lätthet går att tolka som att det härrör från Petrus. De oftast åberopade skälen till stöd för brevets äkthet är:
- Det faktum att författaren av brevet utger sig för att vara Petrus anses utgöra ett viktigt skäl till antagandet att brevet också har skrivits av Petrus, eftersom därigenom det äldsta vittnet i form av själva brevet styrker detta.[15]

- Det finns inga belägg för att någon i den tidiga kyrkan trodde att detta brev hade skrivits av någon annan än Petrus. Om avsikten med brevet var att skapa en lätt genomskådad fiktion misslyckades detta företag, eftersom ingen ansåg att brevet var pseudonymt eller ens att det hade skrivits av en lärjunge till Petrus efter Petrus död.[15] Om brevet däremot var en medveten förfalskning skulle författaren motsäga sig själv eftersom denne kritiserar bedrägerier (1 Pet 2:1, 22; 3:10) och därför skulle kritisera sin egen handling.[77] Vissa menar att kyrkofäderna, som levde närmare händelserna tidsmässigt, borde ha haft större kännedom om vem som skrivit brevet än vad dagens forskare kan ha.[18]

- Vidare anser flera att om Petrus dog på 60-talet, och om brevet skrevs på 70- eller 80-talet eller till och med senare, skulle det vara mycket svårt att få brevet accepterat som äkta, eftersom kristna vid den tiden skulle ha vetat att Petrus sedan länge varit död.[77] Polykarpos använde i viss omfattning Första Petrusbrevet cirka år 130 och borde inte ha gjort det om han inte trodde att brevet var äkta. Han borde också ha haft kännedom om den saken eftersom han inte levde speciellt långt efter att brevet skrevs.[78]

- Om brevet skrivits kort efter Petrus död borde Neros förföljelse av kristna år 64 och Petrus martyrium ha efterlämnat spår i brevet. Att sådana spår saknas anses tyda på att brevet har skrivits före år 64 och därmed kan ha skrivits av Petrus.[39]

### Argument mot att Petrus har skrivit brevet
Ett antal argument åberopas till stöd för att Petrus inte kan ha skrivit detta brev, och på grund av dessa menar många att brevet är en pseudepigrafi. De viktigaste skälen är:

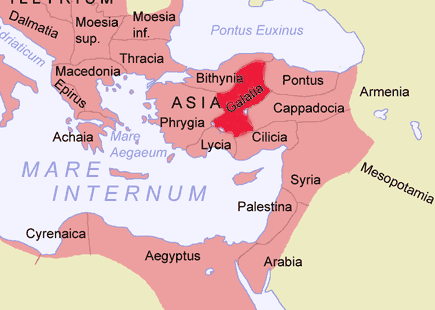
Karta som visar var de romerska provinserna Pontos, Galatien, Kappadokien, Asien och Bithynien låg i Mindre Asien i dagens Turkiet.

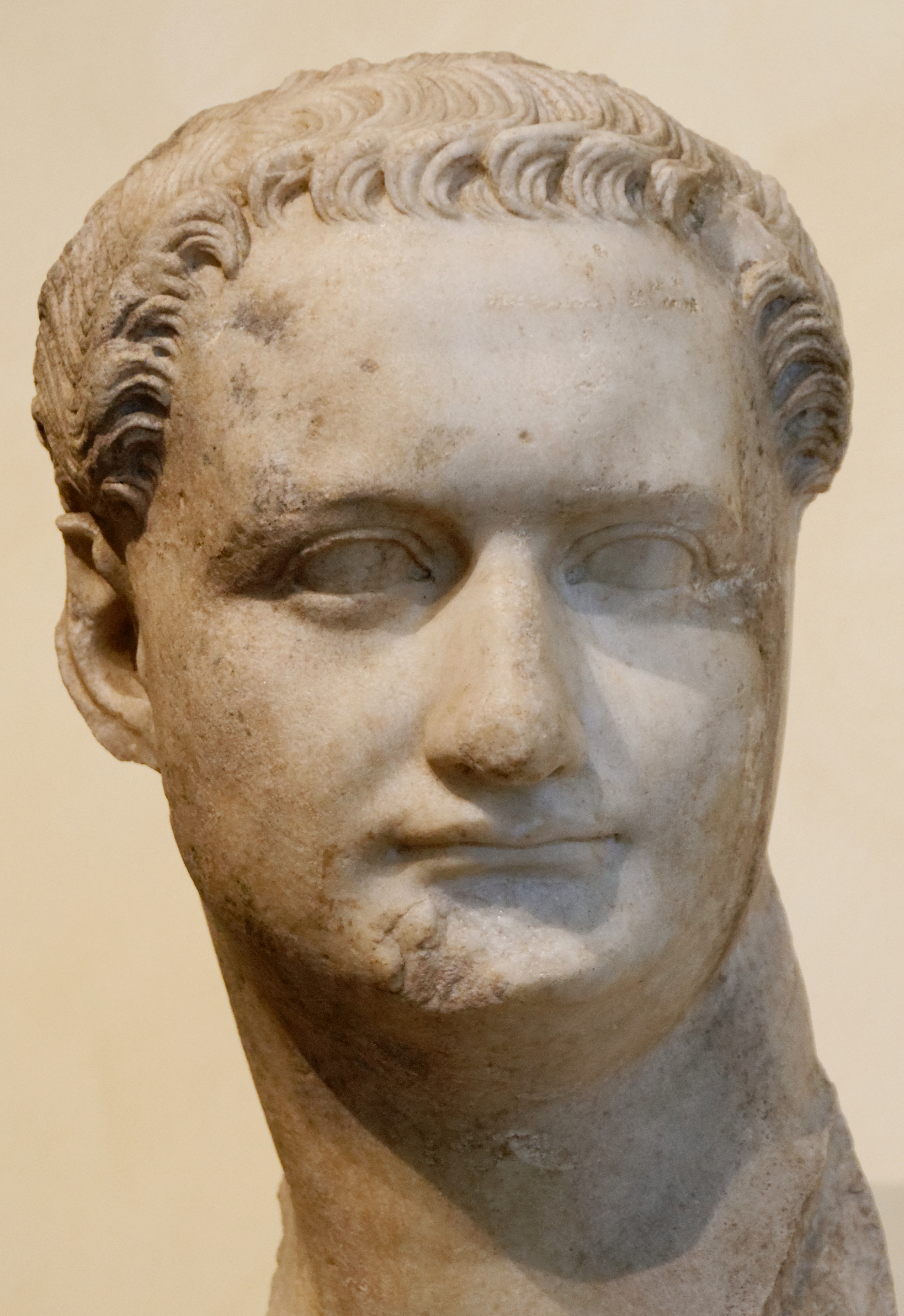
Byst föreställande den romerske kejsaren Domitianus (81–96). Hans regim blev med tiden alltmer despotisk med förföljelser av bland andra kristna.

- Först och främst språket.[55] Brevet är skrivet på en utsökt grekiska[39] som anses kunna mäta sig med de bästa texterna i Nya testamentet.[40] Författaren verkar också ha tränats i klassisk retorik,[55] och språket och kompositionen bedöms vara bortom det som en arameisktalande fiskare från den galileiska landsbygden skulle kunna producera.

- Författaren använder med ett undantag[79] Septuaginta, den grekiska översättningen av Gamla testamentet, i stället för den hebreiska Tanak.[80][14] Att författaren är mycket förtrogen med Septuaginta talar emot att Petrus har skrivit brevet.[40][55][39]

- Brevet är ställt ”till de utvalda som lever skingrade, som främlingar, i Pontos, Galatien, Kappadokien, Asien och Bithynien” (1 Pet 1:1). Detta är romerska provinser som täcker in nästan hela Mindre Asien i vad som i dag utgör västra och norra Turkiet,[81][82] och inte specifikt kristna församlingar.[22][41] Nästan ingenting tyder på att kristendomen hade spridit sig till dessa provinser i Mindre Asien vid den tid Petrus antas ha levt, det vill säga före mitten av 60-talet.[17][83] De kyrkor som brevet är ställt till skulle i så fall inte ha existerat på Petrus tid.[39] Det finns heller inga andra traditioner som förknippar Petrus med detta område,[17] och med tanke på detta är det osannolikt att han skulle ha varit bekant med dessa församlingar.[39]

- Det finns inga hänvisningar i brevet som tyder på att författaren skulle ha varit personligt bekant med Jesus och följt Jesus under hela hans verksamhet, eller själv ens haft kännedom om vad Jesus lärde.[17] Författarens till synes bristande kännedom om Jesu jordeliv talar emot att brevet är skrivet av Petrus.[14] Författaren återger inte en enda händelse som går att koppla samman med Jesus eller citerar något enda som Jesus ska ha sagt.[55] Till och med när tillfälle ges citerar författaren ur Skrifterna framför att åberopa Jesus.[84][41] Författaren skriver inte på det sätt som man kan förvänta sig att ett ögonvittne skulle skriva.[67]

- I stället för att identifiera sig som en följeslagare till Jesus uppger författaren att han också (i likhet med dem han skriver till) är presbyter (1 Pet 5:1),[41] det vill säga församlingsäldste, något som inte förknippas med Petrus då han snarare ska ha verkat som missionerande apostel.[17] Om någon varit en personlig lärjunge till Jesus borde denne någon i första hand identifiera sig som en lärjunge eller missionerande apostel, inte med ett ämbete som uppstod relativt sent i kristendomens tidiga historia.[67]

- Dessutom tyder inledningen av femte kapitlet på att dessa presbyterer skulle verka som herdar över den kristna hjorden (1 Pet 5:1–5; v. 2), och det saknas bevis för en sådan strukturerad ledning inom kyrkorna vid den tid Petrus antas ha levt. Detta blev dock modellen för de paulinska kyrkorna ett antal årtionden senare vid den tid då Pastoralbreven skrevs.[17] Ledarskapet med presbyterer tyder på en senare tid.[55]

- Författaren använder också beteckningen kristen (1 Pet 4:16) som om en sådan användning vore etablerad, fastän den i övrigt inte finns styrkt förrän närmare slutet av nollhundratalet i Apostlagärningarna.[17]

- Författaren är starkt påverkad av Paulus skrifter,[39] använder och bearbetar den typiskt paulinska brevstrukturen, vilket tyder på att de paulinska breven redan var samlade, i omlopp och kända bland de tilltänkta läsarna av brevet.[30] Brevets författare låter mer som Paulus än som Petrus.[85] Bart Ehrman anser att om namnet Petrus inte funnits med i öppningsfrasen skulle ingen ha antagit att Petrus skrivit brevet, eftersom det till innehåll mer påminner om Paulus skrifter.[86] Han menar att författaren är någon som utger sig för att vara Petrus, men ändå försöker likna Paulus,[87] kanske för att försöka sudda ut de meningsskiljaktigheter som fanns mellan de båda apostlarna.[32][88] Vidare är Silvanus[89] och Markus,[90] som omnämns i brevet, i övrigt kända enbart som följeslagare till Paulus.[91][92] Likheterna med Paulus teologi talar emot att Petrus har skrivit brevet.[14]

- Mottagarna (1 Pet 2:10; 4:3–4) är med stor sannolikhet hednakristna och inte judar,[93][94] medan Petrus, enligt vad Paulus skriver,[95] skulle ansvara för missionen till judarna. Med andra ord vänder sig brevet till de kristna som Paulus sägs ansvara för och till det geografiska område som Paulus brev riktar sig till.[96]

- Vissa menar att det är svårt att föreställa sig en omfattande och spridd förföljelse av kristna under Petrus livstid,[94] såsom kan antas ha skett enligt Första Petrusbrevet 5:9, eftersom det inte förekom någon universell förföljelse av kyrkan under hans livstid.[39] Enligt den tidiga kyrkan inträffade den första storskaliga förföljelsen av kristna först under kejsar Domitianus tid (81–96), och flera menar att situationen i brevet bara kan förstås i ljuset av denna.[97]

- Vid den tid då detta brev skrevs var det uppenbarligen vanligt att Jesu efterföljare i egenskap av att vara kristna förföljdes enbart för namnets skull (1 Pet 4:12–17). Det finns inget som tyder på att blotta namnet kristen utgjort grund för förföljelse i den apostoliska tiden. Inte ens i senare skrifter som Apostlagärningarna förekommer det uppgifter om att kristna skulle ha förföljts ”för Kristi namns skull” (1 Pet 4:14), utan endast för vad som uppfattades som (riktigt eller inte) onda gärningar.[98] När historikern Tacitus cirka år 117 skriver att kejsar Nero anklagade och straffade kristna år 64 genom att tortera och avrätta dem, uppger han att orsaken var att Nero beskyllde dem för att ha anlagt branden i Rom, inte att de var kristna.[99] Först med Plinius den yngres vittnesmål cirka år 112 talas om förföljelser av kristna enbart för att de kallas kristna.[100][98] När Plinius skriver att kristna arresterades enbart för namnets skull,[101] att staten inte aktivt sökte efter dem,[102] och att de angavs anonymt,[103] stämmer det med de förhållanden som porträtteras i Första Petrusbrevet. Kejsar Trajanus svar till Plinius tyder på en redan fungerande praxis för hur kristna skulle hanteras, och Plinius hänvisar till att vissa kristna hade avsagt sig sin tro tjugo år tidigare,[104] vilket var under kejsar Domitianus styre i början av 90-talet.[105]

- Till detta kan läggas att den dolda anspelningen på Rom genom kodordet Babylon som den plats varifrån författaren skriver sitt brev (1 Pet 5:13) blir begriplig endast om brevet skrevs efter år 70. Då ödelade romarna Jerusalem och templet på samma sätt som babylonierna hade gjort mer än 600 år tidigare,[106] och Babylon blev till följd av detta ett kodord för Rom.[23][107] Alla övriga texter som använder Babylon som kodord för Rom (Fjärde Esra, Andra Baruksboken, Sibyllinska oraklen och Uppenbarelseboken) är skrivna efter år 70.[40] Även Första Petrusbrevet borde därför ha skrivits efter år 70 och i så fall efter Petrus tid.[108]

- Om brevet verkligen skrevs av Petrus från Rom i början av 60-talet är det konstigt att han inget säger om Paulus, som ska ha befunnit sig där vid den tiden.[55]

- Bart D. Ehrman framhåller att många skrifter har förfalskats i Petrus namn. Han menar att både Första och Andra Petrusbrevet är förfalskningar, liksom många andra skrifter som inte kom med i Nya testamentet, däribland Petrusevangeliet, Epistula Petri, Petrus brev till Filippos och tre Petrusapokalypser. Därmed finns inget som hindrar att också Första Petrusbrevet är en förfalskning.[109][110][3]

### Invändningar mot argumenten för och emot

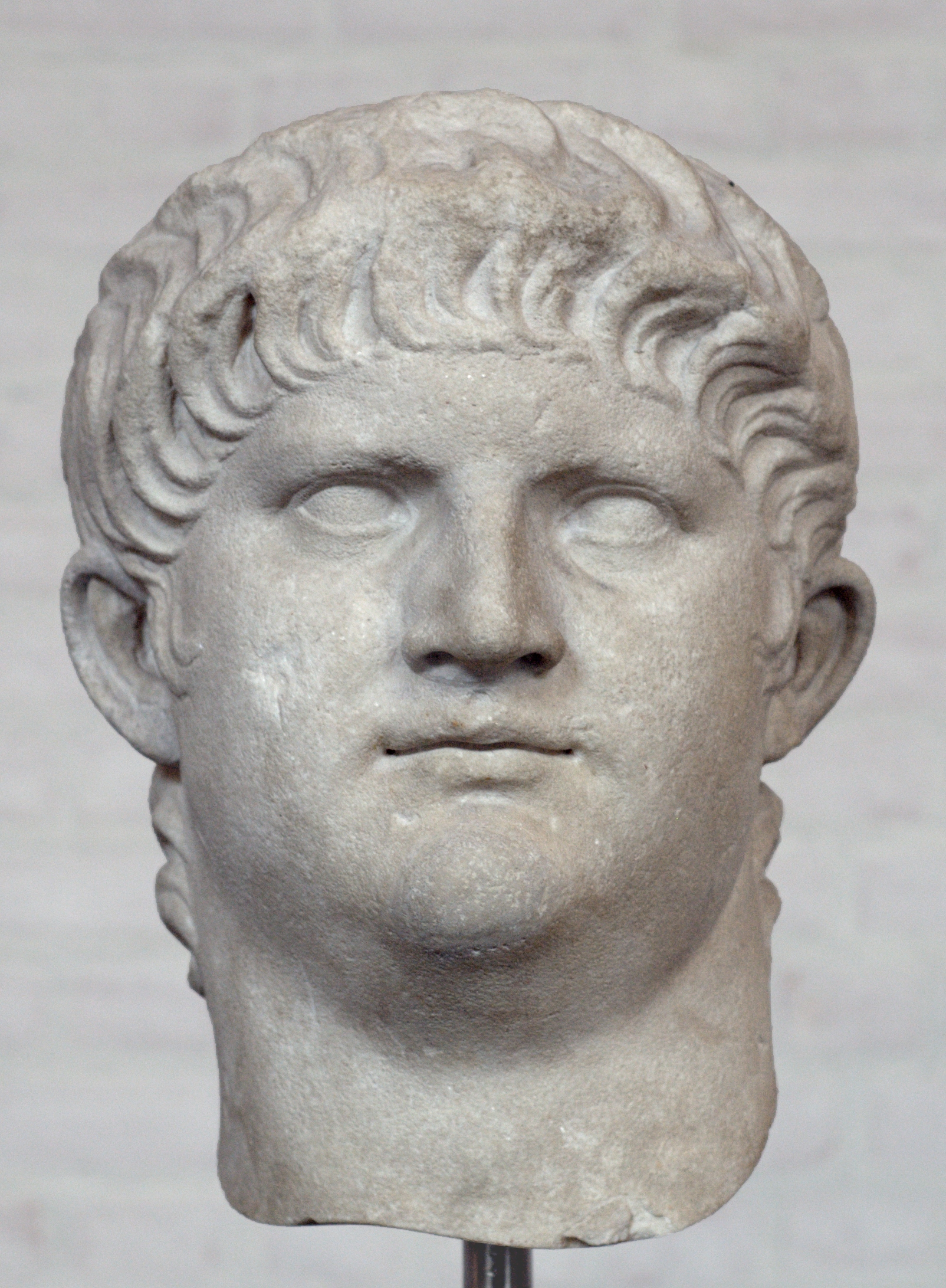
Byst föreställande den romerske kejsaren Nero (54–68). Enligt Tacitus straffade han synnerligen utsökt kristna i Rom år 64.

- Många menar att det inte förekom någon allomfattande förföljelse av kristna under vare sig Neros (54–68), Domitianus (81–96) eller Trajanus (98–117) respektive regeringstider och att brevet heller aldrig talar om någon sådan förföljelse, varför denna omständighet lämnar öppet för ett stort tidsspann och då även under Petrus tid.[111] Under de senaste årtiondena har forskarmajoriteten svängt så att man numera oftast anser att brevet inte avser någon officiell förföljelse av kristna.[112] Förföljelsen som antyds i brevet var i så fall en typisk lokal sådan som kan ha drabbat kristna var som helst.[39]

- För att kunna förklara att brevet är skrivet på en så bra grekiska har ofta föreslagits att Petrus har använt en sekreterare vid namn Silvanus (1 Pet 5:13) som har skrivit brevet åt honom.[39] Att det verkligen står att denne Silvanus har skrivit brevet är något som är starkt ifrågasatt. Man menar att texten bör tolkas så att Silvanus var den som levererade brevet, inte skrev det.[40][113] Och om Silvanus verkligen skrev brevet åt Petrus kvarstår frågan varför han i så fall inte uppgav detta eller varför Petrus person inte framträder tydligare i brevet.[83] Men även om Silvanus bara fungerade som kurir kan ändå någon annan ha skrivit brevet åt Petrus på grekiska.[114]

- Vidare menar vissa att Paulus roll i den tidiga kyrkan har överdrivits och att han ingalunda var den ende som framförde de åsikter som förekommer i hans brev.[39]

- Petrus befann sig verkligen i Rom, menar vissa, och det anses inte ha funnits något krav på att brevskrivaren måste ha varit bekant med dem han skrev till.[39] Men även om föreställningen att Petrus befann sig i Rom under en period finns belagd redan i slutet av nollhundratalet,[115] betraktas traditionen om Petrus ankomst till Rom och martyrium under Nero av många som en legend.[116]

- Det faktum att författaren använde Septuaginta utesluter inte att Petrus har skrivit brevet, menar vissa, och de förklarar denna omständighet med att mottagarna i Mindre Asien var bekanta med den versionen och att Petrus av den anledningen valde att citera just Septuaginta.[114]

- Plinius bevittnar tidig utveckling av kristendomen i Bithynien, ett av de områden i Mindre Asien som brevet hänvisar till.[39] Mot detta görs invändningen att Plinius vittnesmål bara sträcker sig tillbaka till 90-talet, inte 60-talet.[105]

- Det hävdas ibland att Petrus, såvida han inte har bett någon kunnig på grekiska om hjälp med att skriva brevet, kan ha skrivit det sent i sitt liv och därmed ha hunnit utveckla sina färdigheter i grekiska och kanske bara har haft hjälp av någon med språkets syntax.[18] Om Petrus skrev det senare i tiden skulle detta också kunna förklara att han hunnit anpassa sin syn på kristendomen och att den judiska lagen kommit att spela en mindre roll för honom.[18]

- Lewis R. Donelson menar att olika identifikationsfaktorer i brevet, som dess personliga inledning och avslutning, omnämnandet av Petrus, Silvanus och Markus, etcetera, inte ger någon indikation på om brevet är äkta eller ej, eftersom en senare imitatör av Petrus skulle vara lika benägen att använda sådana markörer som Petrus själv.[117]

### Den utsökta grekiskan

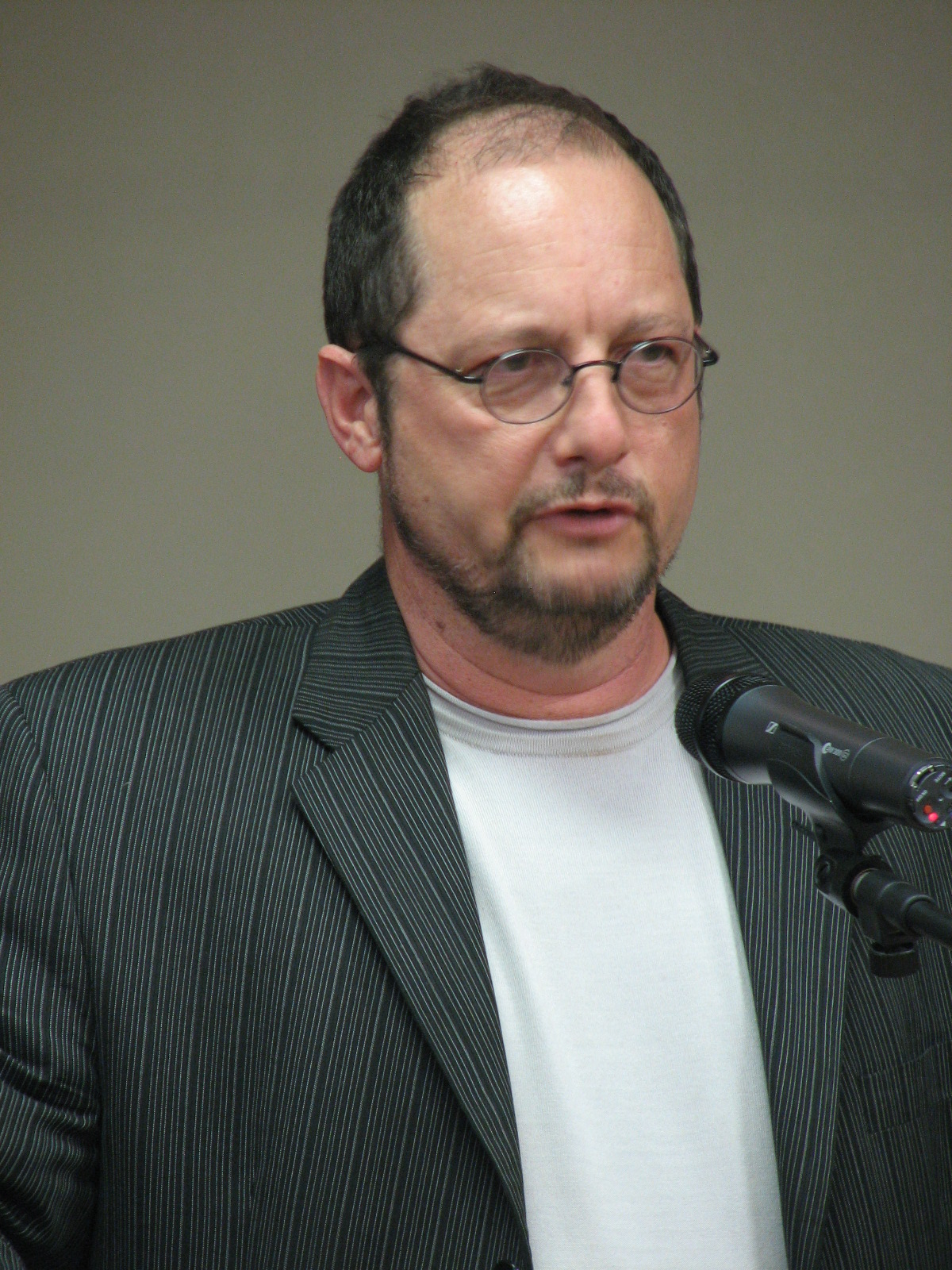
Bart D. Ehrman anser att en fiskare från den galileiska landsbygden, som Simon Petrus, sannolikt inte ens kunde skriva och nästan helt säkert inte kan ha skrivit vare sig Första eller Andra Petrusbrevet, eftersom båda dessa författats på utsökt grekiska – ett för honom främmande språk.

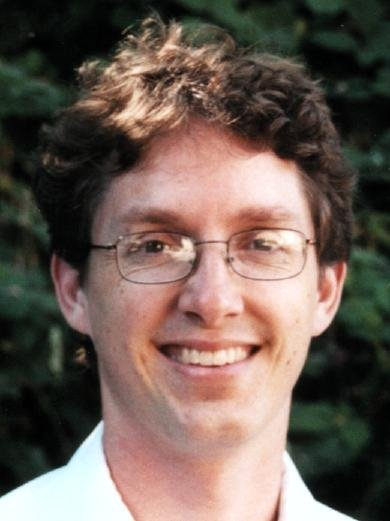
Richard Carrier menar att det inte går att utesluta att Petrus behärskade grekiska, och av just den anledningen kan ha skrivit Första Petrusbrevet, eftersom uppgiften om att han var en obildad fiskare kommer från evangelierna och harmonierar illa med den bild Paulus ger av Petrus.

Allmänt anses Första Petrusbrevet vara skrivet av en välutbildad grekisktalande person. Författaren skriver en flytande sofistikerad grekiska, har ett väl utvecklat ordförråd och uppvisar hög grad av litterär och retorisk kompetens. Den höga litterära nivån på grekiskan talar emot att Petrus har skrivit brevet. Brevet är skrivet på en grekiska som är alldeles för bra för att flertalet forskare ska kunna föreställa sig att den arameisktalande Petrus skulle ha kunnat skriva det. Den eleganta stilen visar många tecken på litterär förfining och visar många drag vad gäller ordförrådet och stilen som påminner om den klassiska grekiska stilen – som exempelvis att författaren äger retorisk skicklighet och litterär elegans. Enligt Paul Achtemeier använder författaren anaforer vid introduktion av parallella satser (1 Pet 4:11) eller för att strukturera stycken (1 Pet 2:13–3:1), såväl antitetisk (1 Pet 2:18; 3:18; 4:6) som syntetisk (1 Pet 2:22–23; 4:11; 5:2–3) parallellism, och samordnar parallella uttryck, först negativa därefter positiva som understryker samma tanke (1 Pet 1:14–15, 18–21, 23; 2:16; 5:2–3), skapar en rytmisk struktur (1 Pet 1:3–12) och använder ofta imperativer och relativsatser. Även om det är möjligt att grekiskans förekomst i Palestina innebar att Petrus talade språket, pekar brevets stilnivå på en litterär koinegrekiska hos en person med grekiska som modersmål.

#### Läs- och skrivkunnigheten i Galileen
Detta avsnitt är en sammanfattning av Andra Petrusbrevet, läs- och skrivkunnigheten i Galileen.
Bart D. Ehrman hänvisar till nutida studier som visar att kanske bara 3 procent av Palestinas befolkning kunde läsa och att de flesta av dessa läskunniga bodde i städerna. Och i den mån de kunde läsa var det på hebreiska eller arameiska, inte på grekiska. De som fick utbildning tillhörde dessutom nästan alltid överklassen, och de flesta läskunniga kunde ändå inte skriva, än mindre utforma en filosofisk skrift på ett främmande språk. Om Petrus vuxit upp som fiskare i den oansenliga byn Kafarnaum på den galileiska landsbygden där tecken saknas på att någon icke-judisk befolkning har funnits, menar Ehrman att det är nästan otänkbart att Petrus ens kunde läsa. Enligt Apostlagärningarna saknade Petrus utbildning, och Ehrman menar att den uppgiften sannolikt är riktig och att Petrus var illitterat. Enligt Eusebios av Caesarea, åberopade Papias ungefär på 130-talet den kristna traditionen när han skrev att Petrus behövde en tolk för att kunna undervisa grekisktalande. Ehrman anser att dessa omständigheter visar att Petrus skrev varken Första eller Andra Petrusbrevet.

#### Petrus behöver inte ha varit outbildad
Richard Carrier menar dock att det enda riktigt starka argumentet emot att Petrus har skrivit brevet, är att han skulle ha varit en icke läs- och skrivkunnig fiskare, och att detta argument kan ifrågasättas. Eftersom uppgiften om att Petrus var en fiskare från Galileen härrör enbart från evangelierna, och författarna av dessa enligt Carrier hade all anledning att hitta på eller överdriva de religiösa ledarnas anspråkslösa ursprung så att de skulle framstå som än mer geniala, finns skäl att betvivla denna uppgift, framför allt i ljuset av det Paulus skriver. Carrier menar att det vore osannolikt att Petrus var illitterat, alldenstund historiska paralleller starkt talar för att religiösa ledare och grundare under denna period var utbildade, och att den högutbildade Paulus knappast skulle ha böjt sig för Petrus auktoritet om denne varit analfabet. Därför går det, menar Carrier, i varje fall inte att utesluta att Petrus har skrivit brevet.

### Sekreterarhypotesen
Eftersom Första Petrusbrevet är skrivet på en så utsökt grekiska att det är svårt att föreställa sig att Petrus kan ha skrivit det för egen hand, menar många att han har använt en sekreterare. Denne ska då ha formulerat den grekiska stilen och till viss del också innehållet. Med ledning av brevets slutrader att ”genom Silvanus (grekiska: διά Σιλουανοῦ, dia Silouanou) … skriver jag dessa korta rader” (1 Pet 5:12), har många föreslagit att denne Silvanus egentligen utformade brevet på Petrus uppdrag. Om denne Silvanus är densamme som den Silvanus som nämns i Paulus brev och den Silas som reste med Paulus enligt Apostlagärningarna, vilket också de flesta forskare anser, skulle det kunna förklara brevets paulinska teologi. Därmed skulle Paulus medarbetare Silvanus vara upphovet till den goda grekiskan, att citaten hämtats från Septuaginta och att teologin liknar Paulus’.
Emot detta anförs att Silvanus, i likhet med Petrus, också förefaller ha varit en arameisktalande jude från Palestina. Och om han har författat brevet är det han och inte Petrus som är författaren. Det är dessutom allmänt vedertaget att när en person sade sig ha skrivit ett brev ”διά” (dia) någon, innebar detta inte att denne någon hade skrivit brevet åt personen, utan i stället levererat brevet åt författaren. Med ett undantag hos kyrkofader Eusebios, visar alla paralleller att användningen av ”διά” på detta sätt betyder att någon fungerade som kurir, som bäraren av brevet. Det var alltså ett standardsätt att benämna den person som skulle leverera brevet, och Silvanus skulle i så fall vara kuriren. Argumentet kvarstår dock utan Silvanus. Ty även om han inte har hjälpt Petrus med att skriva brevet, kan likväl någon annan icke namngiven person ha gjort det.
Ehrman menar dessutom att det helt saknas belägg för, eller en analogi som antyder, att vare sig Petrus eller Paulus skulle ha använt en sekreterare som på ett betydande sätt (eller över huvud taget) påverkade brevens innehåll. Randolph Richards anser att eftersom det inte finns några tecken alls på att författare brukade be sekreterare att skriva brev i deras namn, bör ett sådant alternativ inte ens övervägas vad gäller de nytestamentliga breven, såvida det inte finns en uttrycklig hänvisning till att så också har skett.

## Datering
De som menar att Petrus skrev brevet föredrar som regel en tillkomsttid för detta under första halvan av 60-talet och Thomas R. Schreiner, som menar att Neros förföljelser år 64 skulle ha avspeglat sig i brevet om de hade inträffat när det skrevs, daterar det till 62–63. William J. Dalton daterar också brevet till strax före Petrus död, som enligt honom borde ha inträffat cirka år 65.
Schreiner skriver att de som avvisar Petrus författarskap typiskt daterar brevet till någon gång under Trajanus (98–117), Domitianus (81–96), eller Vespasianus och Titus (69–81) respektive perioder vid makten. Mark Allan Powell menar att om brevet skrevs av Petrus bör han ha skrivit det på 60-talet efter att han kom till Rom, men innan Nero gav sig på de kristna, med tanke på att författaren skriver att man ska underordna sig den kejserliga makten (1 Pet 2:13–14). Om brevet å andra sidan är en pseudepigrafi, menar han att det kan ha skrivits när som helst i perioden 70–100, men troligast innan Domitianus inledde sina förföljelser av kristna år 89. Raymond Brown skriver att om brevet är skrivet av Petrus, bör det ha tillkommit cirka 60–63, men troligare är att det inte skrevs av honom och därmed tillkom cirka 70–90. Han anser att brevet möjligen kan ha skrivits av Petrus med hjälp av en sekreterare, men troligare av en av hans lärjungar som förde vidare Petrus arv från Rom.
Udo Schnelle skriver att de som betraktar brevet som pseudepigrafiskt oftast daterar det till antingen perioden 65–80 eller perioden 70–100. Han menar att brevet dessutom oftast anses vara en pseudepigrafi, och han daterar det själv till omkring år 90. Lewis R. Doneldson förordar en tillkomst mot slutet av nollhundratalet, och det gör också Donald P. Senior, som anger tiden till cirka 75–100. Otto Zwierlein anser att den nära likheten mellan situationer i Första Petrusbrevet och de påtagliga anklagelser Plinius riktar mot kristna i Bithynien, innebär att brevet knappast han ha skrivits tidigare än hundratalets första årtionde. Han menar att en datering till ungefär samma tid som Plinius den yngres ståthållarskap, 110–113, är sannolik. David Horrell ser också en påtaglig likhet mellan Plinius–Trajanus-korrespondensen och Första Petrusbrevet. Men han menar att detta inte nödvändigtvis innebär att brevet skrevs samtidigt som Plinius brev, att det är bättre att datera det utifrån övriga omständigheter och därför till någon gång under nollhundratalets sista kvartssekel (75–100).
Katherine Grieb anser att brevet troligen skrevs av en lärjunge till Petrus efter Petrus död omkring 64–65, kanske någon gång mellan åren 70 och 90, eftersom namnet Babylon som kodord för Rom tyder på en tid efter år 70 och eftersom där saknas tecken på kännedom om den allmänna förföljelsen under Domitianus under 90-talets början. Brian Han Gregg daterar brevet till före år 95, någon gång i perioden 70–90, eftersom han hävdar minoritetspositionen att Första Klemensbrevet (som vanligtvis dateras till cirka år 95) troligen var bekant med Första Petrusbrevet. Werner Kümmel förordar en tid omkring 90–95. Bart D. Ehrman förlägger brevets tillkomst mellan Nero och Trajanus fast efter templets förstörelse år 70 och således cirka 70–98.